# 从鱼口得税银

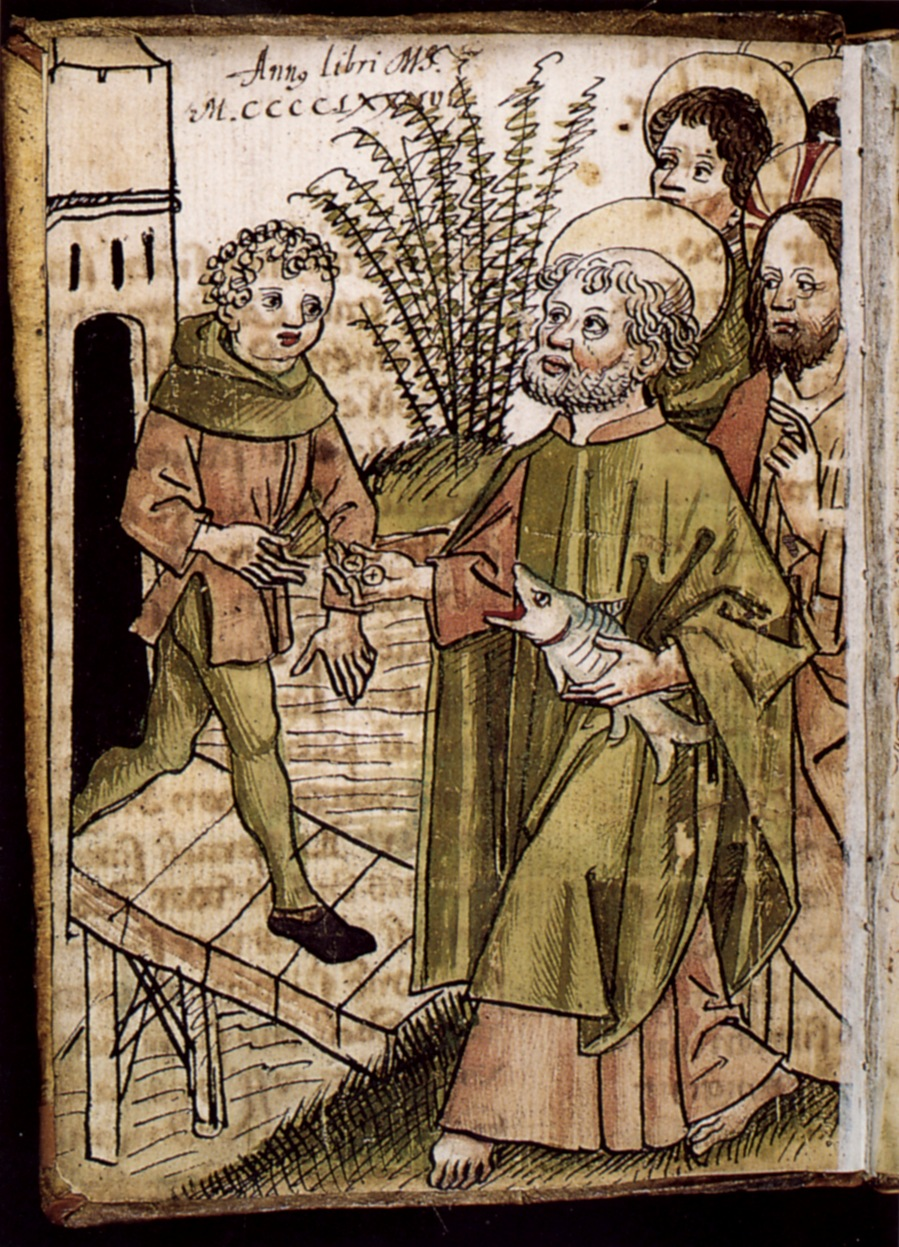
门徒彼得拿鱼嘴中取得的硬币支付税银，Augustin Tünger，1486

从鱼口得税银（英語：Coin in the fish's mouth）是由耶稣施行的一次神迹，记载于马太福音17:24-27 （页面存档备份，存于）。

## 圣经叙述
17:24 到了迦百农，有收丁税的人来见彼得，说：“你们的先生不纳丁税吗？” 25 彼得说：“纳。”他进了屋子，耶稣先向他说：“西门，你的意思如何？世上的君王向谁征收关税、丁税？是向自己的儿子呢，是向外人呢？” 26 彼得说：“是向外人。”耶稣说：“既然如此，儿子就可以免税了。 27 但恐怕触犯他们，你且往海边去钓鱼，把先钓上来的鱼拿起来，开了它的口，必得一块钱，可以拿去给他们，做你我的税银。”——马太福音 17:24-27 现代标点和合本(CUVMP Simplified)

## 分析

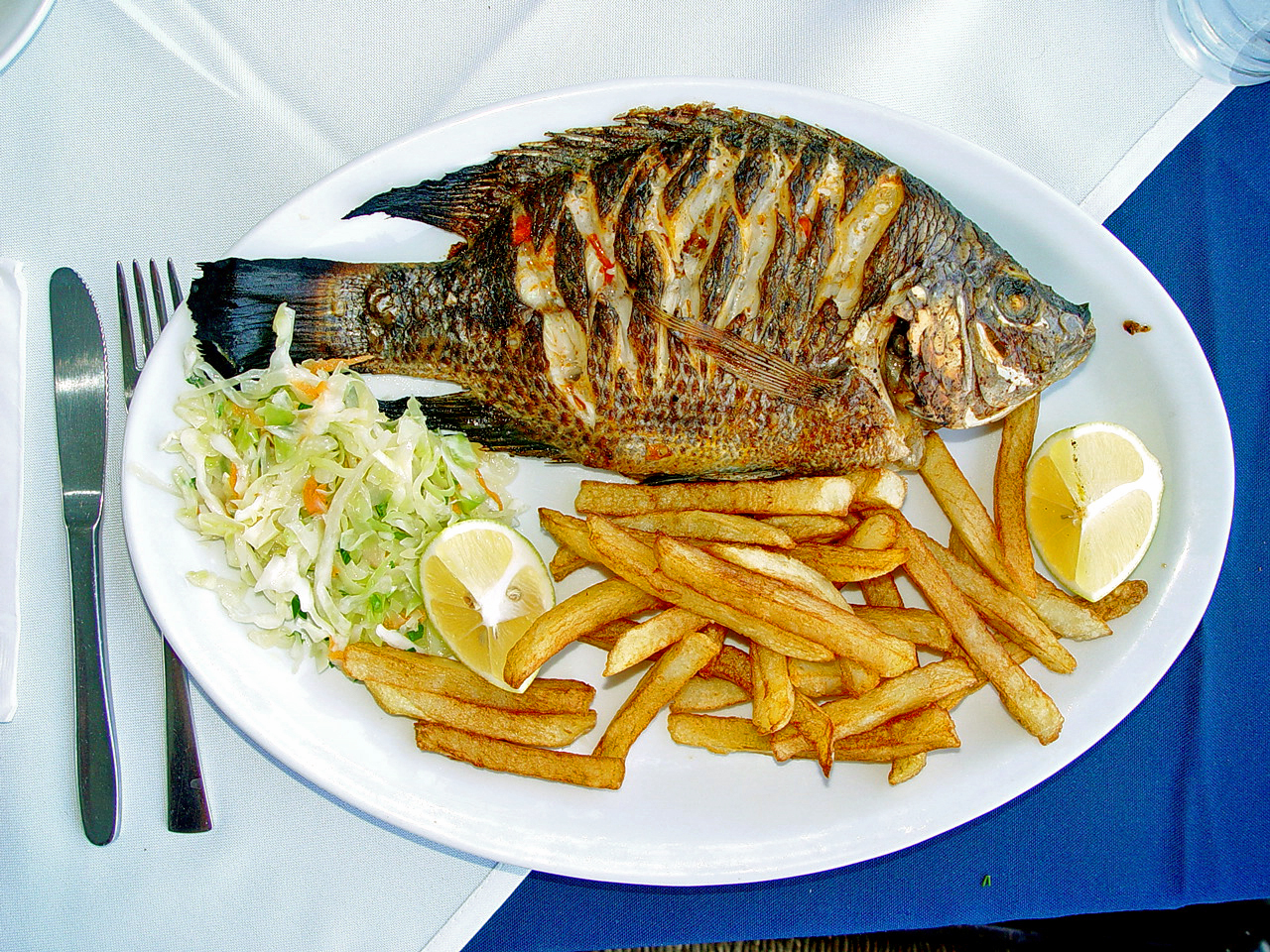
一道罗非鱼料理，罗非鱼也被称为圣彼得鱼，据信它是耶稣所指定口含硬币的鱼

故事终止于此，并未叙述彼得是否钓上了耶稣所说的鱼。
这可能是耶稣唯一一次为了不冒犯普通民众（在此故事中为收犹太圣殿税的官员）而施行奇迹。
耶稣和彼得两人所需的税银为一枚四德拉克马（或谢克尔）。 一般认为这是一枚推罗舍客勒。
鱼嘴中的硬币一般被认为包含某种象征意味，但对此的解读还有许多争议。
在圣经中并未明确鱼的品种，但一般认为这条鱼属于罗非鱼，因此罗非鱼也被称为"圣彼得鱼"。